# Sorginetxe

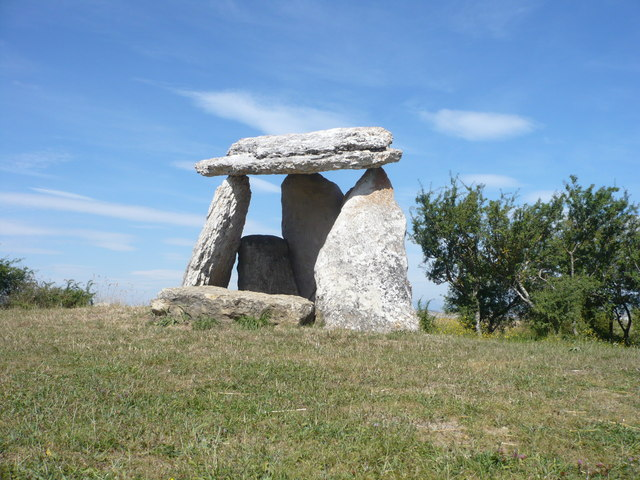
Le dolmen Sorginetxe à Arrizala

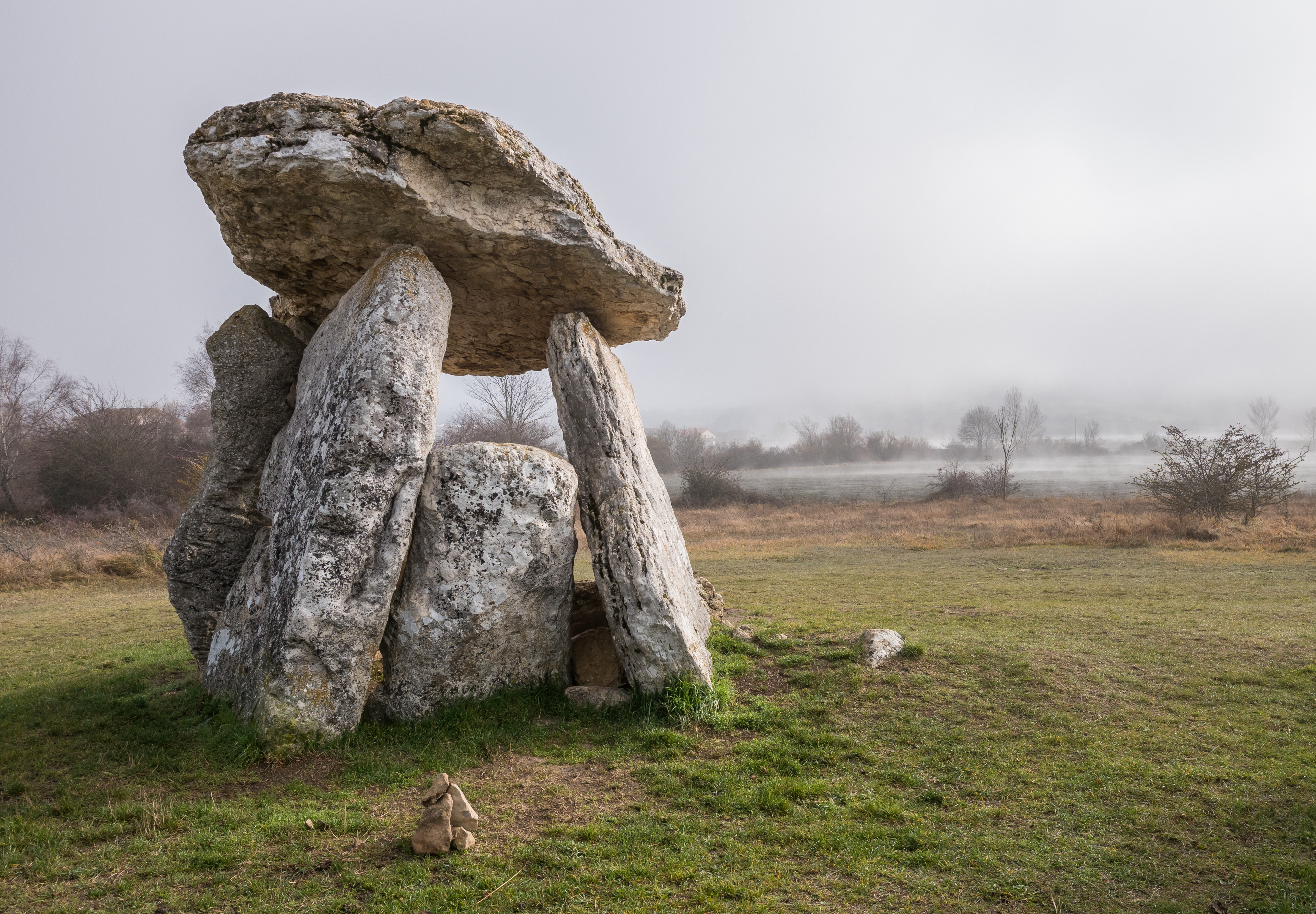
Une vue du dolmen

Sorginetxe  (prononcer « chorguinietché ») est un terme basque qui signifie « maison de Sorgin » ou « maison de sorcière ». Dans la mythologie basque, c'est le nom d'un dolmen à Arrizala en Alava. On dit qu'il a été bâti avec de grandes pierres dressées, amenées de nuit par les sorginak ou sorgiñak sur la pointe de leurs quenouilles.
Beaucoup de lieux et de monuments mégalithiques (dolmen) portent un nom faisant référence aux Sorgin (Sorgin zilo, Sorginetxe).

## Étymologie
Sorginetxe signifie « maison de sorcière ». De Sorgin « sorcière » et etxe signifie « maison » en basque. 